# Kubasänger

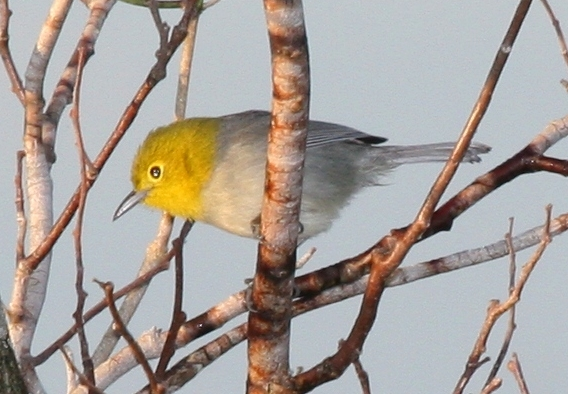
Gelbkopf-Kubasänger (Teretistris fernandinae)

Die Kubasänger (Teretistris) sind eine Singvogelgattung, die mit zwei Arten auf der Karibikinsel Kuba endemisch vorkommt.

## Merkmale
Kubasänger sind kleine Singvögel mit einem überwiegend grauen Gefieder und einem gelben Kopf (Gelbkopf-Kubasänger) bzw. gelber Brust und Gesicht (Gelbbrust-Kubasänger). Die Flügel sind mittellang und an ihren Enden abgerundet. Der Kopf ist mittelgroß, der Hals ist kurz und dick. Der Schwanz ist mittellang. Der Schnabel ist mittellang und ganz leicht gebogen. Die Beine sind mittellang und die Füße sind mittelgroß. Männchen und Weibchen unterscheiden sich äußerlich kaum.

## Lebensraum und Lebensweise
Kubasänger leben von den Küsten bis in die Berge sowohl in trockenen als auch in feuchten Habitaten, vor allem in Gebieten mit dichtem Pflanzenwuchs. Sie ernähren sich vor allem von Insekten und anderen Wirbellosen, hin und wieder werden auch Früchte oder sehr kleine Echsen gefressen. Bei der Nahrungssuche suchen sie Bäume und Sträucher oft systematisch vom mittleren Bereich bis zum Bodengrund ab und picken Nahrung auch fliegend auf. Außerhalb der Brutsaison bilden sie meist kleine Gruppen von bis zu 15 Vögeln, oft auch zusammen mit anderen Vogelarten.
Über ihre Fortpflanzungsbiologie ist nur wenig bekannt. Das Nest ist napfförmig und wird aus den Blättern von Tillandsien, kleinen Wurzeln, Gras und anderen Pflanzenmaterialien im unteren Bereich von Sträuchern errichtet, oft auch in größeren Tillandsienbüscheln. Das Gelege besteht aus zwei bis drei Eiern, die 8 bis 9 Tage lang bebrütet werden. Die Jungvögel werden nach 10 bis 11 Tage flügge. Die Rolle der Geschlechter in der Jungenaufzucht ist bisher nicht bekannt.

## Arten
- Gelbkopf-Kubasänger (Teretistris fernandinae)
- Gelbbrust-Kubasänger (Teretistris fornsi)

## Systematik
Die Gattung Teretistris wurde 1855 durch den deutschen Ornithologen Jean Louis Cabanis erstmals beschrieben. Im Jahr 1864 führte der amerikanische Ornithologe Spencer Fullerton Baird die monotypische Familie Teretistridae ein. Die Kubasänger wurden lange Zeit bei den Waldsängern (Parulidae) eingeordnet. Sie gehören jedoch zu einer in der Neuen Welt verbreiteten Klade, deren äußeres Kennzeichen neun sichtbare Handschwingenfedern sind. Ihre Schwestergruppe sind eventuell der Zaunkönigsänger (Zeledoniidae) aus Costa Rica und Panama und die von beiden gebildete Klade ist die Schwestergruppe der Stärlinge (Icteridae) und Waldsänger.